# 上出遼平
上出 遼平（かみで りょうへい、1989年〈平成元年〉2月14日 - ）は、日本のテレビプロデューサー、演出家。元・テレビ東京社員。

## 来歴・人物
東京都出身。中高生時代はバイクで走り回ったり、パンクロックバンドを組んだりしていた。
早稲田大学法学部入学後は少年犯罪や少年非行の事例研究を専攻するかたわら、プロボクサーのライセンスを取得した。中国のハンセン病元患者の隔離村でボランティアをしたことをきっかけに、2011年にテレビ東京入社。『ありえへん世界』『世界ナゼそこに?日本人』のアシスタントディレクターを務め、若手時代から海外ロケの多いキャリアを積んだ。2015年にテレビ東京の先輩社員であるアナウンサーの大橋未歩と結婚（大橋は再婚）。
2017年よりプロデューサーとして『ハイパーハードボイルドグルメリポート』の企画、演出、撮影、編集を手掛ける。2019年に『ハイパーハードボイルドグルメリポート』でギャラクシー賞受賞。
2022年6月をもってテレビ東京を退社し、フリーに転向した。
2023年3月、4月から夫婦でニューヨークへ移住することを発表した。ただし定期的に帰国して一部の仕事を行っている。

## 担当番組

### テレビ東京時代
- 隅田川花火大会（中継ディレクター）
- 所さんの学校では教えてくれないそこんトコロ!（演出）
- 世界の秘境で大発見!日本食堂（ディレクター）
- 青春高校3年C組（ディレクター）
- テレ東音楽祭（ディレクター）
- リトルトーキョーライフ（演出）
- ハイパーハードボイルドグルメリポート（不定期放送、企画・演出・出演）
- 蓋（企画、プロデュース）

### フリーランス時代
- こどもディレクター（中京テレビ制作、監修）

## 出演

### テレビ番組
- ハイパーハードボイルドグルメリポート（テレビ東京、不定期放送）
- 浦和からもってきて！（テレビ東京、2020年5月19日、5月26日、5月30日、6月2日）

### ラジオ番組
- 佐久間宣行のオールナイトニッポン0(ZERO)（ニッポン放送、2020年4月8日）

### Podcast
- 奇奇怪怪（2023年11月14日、2024年5月16日）
- ウェンズデイ・ホリデイ｜WEDNESDAY HOLIDAY（2024年6月5日、2024年6月12日）

## 書籍
- ハイパーハードボイルドグルメリポート（朝日新聞出版 ISBN 4022516747、2020年3月19日）
- 歩山録 （講談社 、2023年11月9日）
- ありえない仕事術（徳間書店 ISBN 4198657432、2024年3月1日）